# Cisneros (Kolumbia)
Cisneros – miasto w Kolumbii, w departamencie Antioquia.